# 사이토 아야카
사이토 아야카(일본어: 齋藤 彩夏 さいとう あやか[*], 1988년 6월 2일 ~ )는 일본의 여성 성우. 도쿄도 출신. 아오니 프로덕션 소속.

## 출연 작품

### 극장판 애니메이션
- 2023년 마보로시 - 소노베